# Yi Peng 3
Yi Peng 3 er en bulk carrier på 225 meter i længden og 32,3 meter i bredden, der pr. 2024 sejler under kinesisk flag. Den er pr. 2024 ejet af Ningbo Yipeng, et kinesisk selskab.
Den er mistænkt for at være involveret i sagen om de ødelagte datakabler i Østersøen i november 2024, da dens rute gennem Østersøen på tid og sted er sammenfaldende med denne hændelse. Den afsejlede før dette fra den russiske havneby Ust-Luga (en) 15. november 2024.
Skibet blev tilbageholdt i Kattegat, hvor det lå for anker indtil den 21. december 2024. Efter at skibet var blevet undersøgt af kinesiske specialister og overværet af repræsentanter fra myndighederne fra Tyskland, Sverige, Finland og Danmark, fortsatte skibet sin rejse ud af Kattegat.